# 39. ročník People's Choice Awards
39. ročník People's Choice Awards se konal 9. ledna 2013 v Nokia Theatre v Los Angeles v Kalifornii. Předávání bylo vysíláno stanicí CBS a přes Xbox Live. Ceremoniál moderovala Kaley Cuoco. Nominace byly oznámeny v listopadu roku 2012.
Katy Perry předávání dominovala, poté, co si odnesla nejvíce ocenění na jednu osobu. Získala čtyři ceny, včetně ceny za nejoblíbenější ženskou umělkyni. Film Hunger Games získal 5 cen.

## Účinkující
- Alicia Keys – "New Day" / "Girl on Fire"
- Jason Aldean – My Kinda Party"
- Christina Aguilera – "Blank Page"

## Uvádějící
- Jensen Ackles
- Stephen Amell
- Anthony Anderson
- Jennifer Aniston
- Matt Bomer
- Sandra Bullock
- Chris Colfer
- Rachael Leigh Cook
- LL Cool J
- Ellen DeGeneres
- Robert Downey Jr.
- Mindy Kaling
- Johnny Galecki
- Linda Hunt
- Jennifer Lawrenceová
- NeNe Leakes
- Chloë Grace Moretz
- Olivia Munn
- Chris O'Donnell
- Jason O'Mara
- Jared Padalecki
- Monica Potter
- Eddie Redmayne
- Alison Sweeney
- Taylor Swift
- Ian Somerhalder
- Casey Wilson

## Nominace

### Film
| Nejoblíbenější film | Nejoblíbenější akční film |
| --- | --- |
| - Amazing Spider-Man - The Avengers - Temný rytíř povstal - The Hunger Games - Sněhurka a lovec | - Amazing Spider-Man - The Avengers - Temný rytíř povstal - The Hunger Games - Muži v černém 3 |
| Nejoblíbenější komediální film | Nejoblíbenější dramatický film |
| - 21 Jump Street - Temné stíny - Ladíme! - Méďa - Jak porodit a nezbláznit se | - Argo - Talisman - Bez kalhot - Charlieho malá tajemství - Navždy spolu |
| Nejoblíbenější franšízing film | Nejoblíbenější fanouškové |
| - The Avengers - Temný rytíř - The Hunger Games - Madagaskar - Amazing Spider-Man | - Potterheads, Harry Potter - Ringers, Pán prstenů - Rum Runners, Piráti z Karibiku - Tributes, The Hunger Games - Twihards, Stmívání                                                                                                  |
| Nejoblíbenější filmový herec | Nejoblíbenější filmová herečka |
| - Channing Tatum - Johnny Depp - Joseph Gordon-Levitt - Robert Downey Jr. - Will Smith | - Anne Hathawayová - Emma Stoneová - Jennifer Lawrenceová - Mila Kunis - Scarlett Johansson |
| Nejoblíbenější herec v dramatu | Nejoblíbenější herečka v dramatu |
| - Bradley Cooper - Channing Tatum - Jake Gyllenhaal - Liam Neeson - Zac Efron | - Charlize Theron - Emma Watsonová - Keira Knightley - Meryl Streep - Rachel McAdams |
| Nejoblíbenější akční hvězda | Nejoblíbenější filmový Superhrdina |
| - Chris Evans - Chris Hemsworth - Christian Bale - Robert Downey Jr. - Will Smith | - Andrew Garfield jako Spider-Man, Amazing Spider-Man - Chris Evans jako Kapitán Amerika, Avengers - Chris Hemsworth jako Thor, Avengers - Christian Bale jako Batman, Temný rytíř povstal - Robert Downey Jr. jako Iron Man, Avengers |
| Nejoblíbenější komediální herec | Nejoblíbenější komediální herečka |
| - Adam Sandler - Ben Stiller - Channing Tatum - Will Ferrell - Zach Galifanakis | - Cameron Diaz - Emily Bluntová - Jennifer Aniston - Mila Kunis - Reese Witherspoonová |
| Nejoblíbenější chemie na obrazovce | Nejoblíbenější filmová ikona |
| - Emma Stoneová / Andrew Garfield, Amazing Spider-Man - Jennifer Lawrenceová / Josh Hutcherson / Liam Hemsworth, Hunger Games - Kristen Stewart / Chris Hemsworth, Sněhurka a lovec - Rachel McAdams / Channing Tatum, Navždy spolu - Scarlett Johansson / Jeremy Renner, Avengers | - Emma Thompson - Maggie Smith - Meryl Streep - Michelle Pfeifferová - Susan Sarandon |
| Nejoblíbenější tvář hrdinství | Nejoblíbenější animovaný film |
| - Anne Hathawayová, Temný rytíř povstal - Emma Stoneová, Amazing Spider-Man - Jennifer Lawrenceová, Hunger Games - Kristen Stewart, Sněhurka a lovec - Scarlett Johansson, Avengers                                                                                                | - Raubíř Ralph - Rebelka - Madagaskar 3 - Doba ledová 4: Země v pohybu - Legendární parta |

### Televize
| Nejoblíbenější komediální seriál | Nejoblíbenější dramatický seriál                                                       |
| --- | -------------------------------------------------------------------------------------- |
| - Teorie velkého třesku - Glee - Jak jsem poznal vaši matku - Taková moderní rodinka - Nová holka | - Super drbna - Chirurgové - Grimm - Bylo, nebylo - Pomsta                             |
| Nejoblíbenější komediální herec | Nejoblíbenější komediální herečka                                                      |
| - Jesse Tyler Ferguson - Chris Colfer - Ty Burrell - Jim Parsons - Neil Patrick Harris | - Sofia Vergara - Jane Lynch - Kaley Cuoco - Lea Michele - Zooey Deschanel             |
| Nejoblíbenější dramatický herec | Nejoblíbenější dramatická herečka                                                      |
| - Paul Wesley - Jensen Ackles - Ian Somerhalder - Nathan Fillion - Jared Padalecki | - Stana Katić - Ellen Pompeo - Emily Deschanelová - Ginnifer Goodwin - Nina Dobrev     |
| Nejoblíbenější komedie kabelové televize | Nejoblíbenější drama kabelové televize                                                 |
| - Nešika - Nouzové přistání - It's Always Sunny in Philadelphia - Melissa a Joey - Agentura Jasno | - Status: Nežádoucí - Dokonalý podraz - Prolhané krásky - Živý mrtví - Ve službách FBI |
| Nejoblíbenější krimi drama | Nejoblíbenější Sci-Fi/Fantasy                                                          |
| - Sběratelé kostí - Castle na zabití - Myšlenky zločince - Kriminálka Las Vegas - Námořní vyšetřovací služba | - Pán času - Bylo, nebylo - Lovci duchů - Upíří deníky - Živí mrtví                    |
| Nejoblíbenější nová komedie | Nejoblíbenější nové drama                                                              |
| - Go On - Guys With Kids - The Mindy Project - The Neighbors - Úplně normální | - Arrow - Kráska a zvíře - Sherlock Holmes: Jak prosté - Nashville - Revoluce          |
| Nejoblíbenější moderátor denní talkshow | Nejoblíbenější moderátor noční talkshow                                                |
| - Al Roker, Matt Lauer, Natalie Morales a Savannah Guthrie, The Today Show - George Stephanopoulos, Josh Elliott, Lara Spencer, Robin Roberts, Sam Champion, Good Morning America - Ellen DeGeneres, Show Ellen DeGeneresové - Kelly Ripa and Michael Strahan, Live with Kelly and Michael - Barbara Walters, Elisabeth Hasselbeck, Joy Behar, Sherri Shepherd, Whoopi Goldberg, The View | - Conan O'Brien - David Letterman - Chelsea Handler - Jimmy Fallon - Jimmy Kimmel      |
| Nejoblíbenější soutěžní show | Nejoblíbenější hvězdný porotce                                                         |
| - American Idol - Amerika má talent - Dancing with the Stars - The X Factor - The Voice | - Adam Levine - Britney Spears - Christina Aguilera - Demi Lovato - Jennifer Lopez     |
| Nejoblíbenější thriller | Nejoblíbenější moderátor nové talkshow                                                 |
| - Dexter - Hra o trůny - Ve jménu vlasti - Spartakus: Krev a písek - Pravá krev | - Jeff Probst - Katie Couric - Michael Strahan - Ricki Lake - Steve Harvey             |
| Nejoblíbenější fanouškové | Nejoblíbenější animovaná show                                                          |
| - Gleeks, Glee - Little Liars, Prolhané krásky - Oncers, Bylo, nebylo - SPNFamily, Lovci duchů - TVDFamily, Upíří deníky | - Městečko South Park - Simpsonovi - Griffinovi - Futurama - Cleveland show            |

### Hudba
| Nejoblíbenější písnička roku | Nejoblíbenější album roku |
| --- | --- |
| - "We Are Young" od fun. feat. Janelle Monáe - "Call Me Maybe" od Carly Rae Jepsenová - "One More Night" od Maroon 5 - "What Makes You Beautiful" od One Direction - "We Are Never Ever Getting Back Together " od Taylor Swift | - Believe od Justina Biebera - Some Nights od fun. - Overexposed od Maroon 5 - Up All Night od One Direction - Blown Away od Carrie Underwood |
| Nejoblíbenější hudební video | Nejoblíbenější fanouškové |
| - "Boyfriend" od Justina Biebera - "Call Me Maybe" od Carly Rae Jepsenová - "Payphone" od Maroon 5 feat. Wiz Khalifa - "Gangnam Style" od PSY - "Part of Me" od Katy Perry                                                      | - Beliebers, Justin Bieber - Selenators, Selena Gomez - Lovatics, Demi Lovato - Katycats, Katy Perry - Directioners, One Direction            |
| Nejoblíbenější mužský umělec | Nejoblíbenější ženská umělkyně |
| - Justin Bieber - Chris Brown - Jason Mraz - Blake Shelton - Usher | - Adele - Katy Perry - Pink - Taylor Swift - Carrie Underwood                                                                                 |
| Nejoblíbenější skupina | Nejoblíbenější popový umělec |
| - Green Day - Maroon 5 - Linkin Park - 'No Doubt - Train | - Adele - Justin Bieber - Demi Lovato - Katy Perry - Pink                                                                                     |
| Nejoblíbenější hip-hopový umělec | Nejoblíbenější R&B umělec |
| - Drake - Flo Rida - Jay-Z - Nicki Minaj - Pitbull | - Beyoncé - Alicia Keys - Bruno Mars - Rihanna - Usher                                                                                        |
| Nejoblíbenější country umělec | Nejoblíbenější průlomový umělec |
| - Jason Aldean - Tim McGraw - Blake Shelton - Taylor Swift - Carrie Underwood | - The Wanted - Big Time Rush - Fun - Carly Rae Jepsenová - One Direction                                                                      |

### Speciální umělec
| Nejoblíbenější humanitární aktivity | Hlas lidu            |
| ----------------------------------- | -------------------- |
| - Sandra Bullock                    | - Christina Aguilera |